# Гадебуш
Гадебуш (нем. Gadebusch) — город в Германии, в земле Мекленбург-Передняя Померания на реке Радегаст.
Входит в состав района Северо-Западный Мекленбург. Подчиняется управлению Гадебуш. Население составляет 5688 человек (на 31 декабря 2010 года). Занимает площадь 47,65 км². Официальный код — 13 0 58 028.

## История
Город Гадебуш известен прежде всего в военной истории, благодаря крупному сражению, произошедшему здесь 20 декабря 1712 года в ходе Северной войны, между датско-саксонскими войсками и шведской армией. Битва закончилась решающей победой шведов. 